# Lijst van Stolpersteine in Zaltbommel

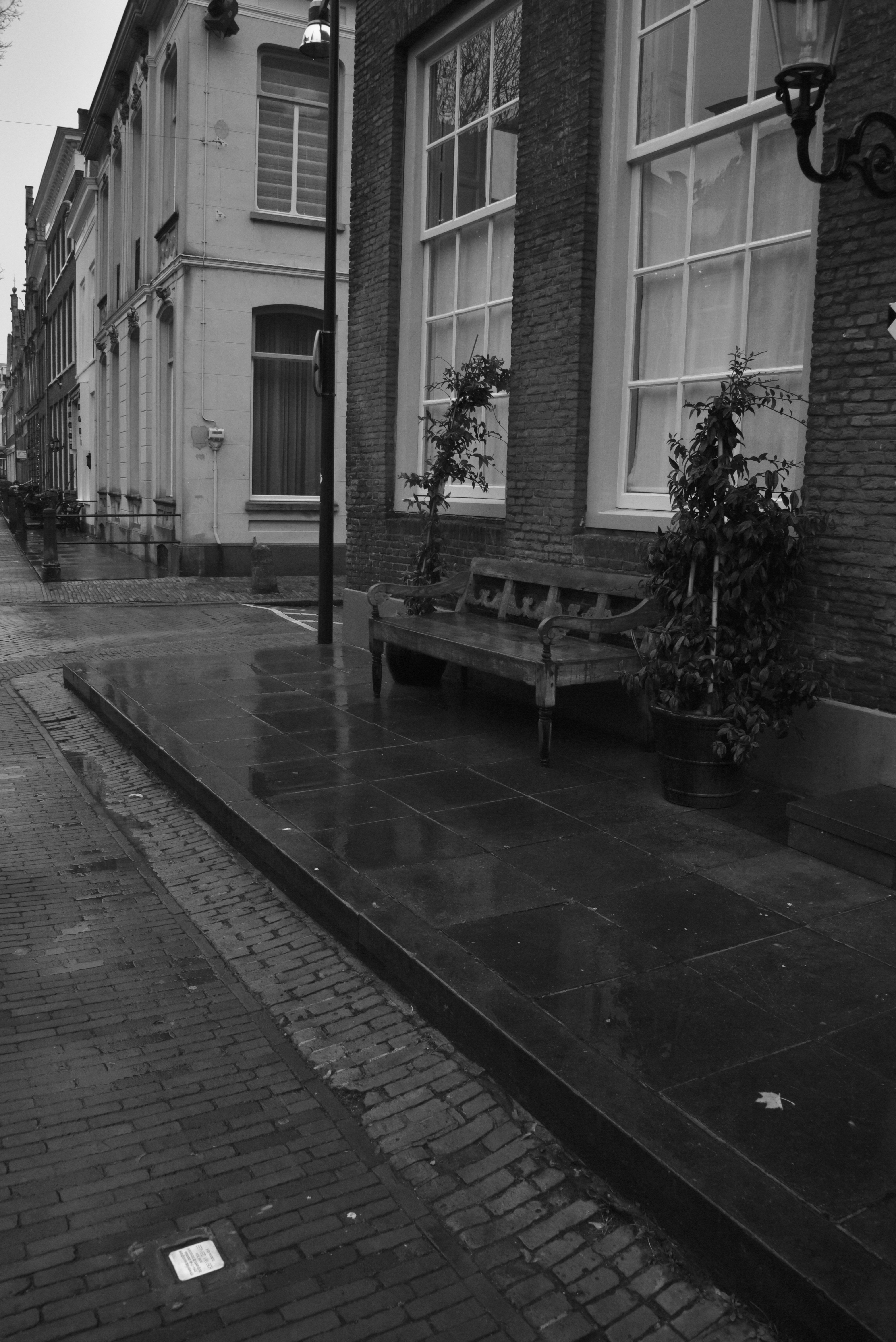
Stolpertstein voor Bernard van Gich

De Lijst van Stolpersteine in Zaltbommel geeft een overzicht van de gedenkstenen die in de gemeente Zaltbommel in de Nederlandse provincie Gelderland zijn geplaatst in het kader van het Stolpersteine-project van de Duitse beeldhouwer-kunstenaar Gunter Demnig.
Stolpersteine zijn opgedragen aan slachtoffers van het nationaalsocialisme, al diegenen die zijn vervolgd, gedeporteerd, vermoord, gedwongen te emigreren of tot zelfmoord gedreven door het nazi-regime. Demnig legt voor elk slachtoffer een aparte steen, meestal voor de laatste zelfgekozen woning.
Omdat het Stolpersteine-project doorloopt, kan deze lijst onvolledig zijn.

## Stolpersteine
In Zaltbommel liggen vijftig Stolpersteine op negentien adressen.

### Zaltbommel
| Afbeelding | Inscriptie | Adres                                 | Herdachte persoon                                                                                           |
| ---------- | --- | ------------------------------------- | --- |
|            | HIER ONDERGEDOKEN SALOMON JACOB ABRAHAMSON GEB. 1887 OVERLEDEN 8.2.1943 ZALTBOMMEL                                             | Waterstraat 21 Kaart (OSM)            | Salomon Jacob Abrahamson (1887–1943)                                                                        |
|            | HIER ONDERGEDOKEN MARIANNE ABRAHAMSON-WOLFF GEB. 1892 GEDEPORTEERD 1944 VERMOORD 6.9.1944 AUSCHWITZ                            | Waterstraat 21 Kaart (OSM)            | Marianne Abrahamson-Wolff (1892–1944)                                                                       |
|            | HIER WOONDE RIKA VAN BLEIJDENSTEIN- STERNFELD GEB. 1856 GEINTERNEERD 8/9-4-1943 VERMOORD 7-5-1943 VUGHT                        | Gamerschestraat 29 Kaart (OSM)        | Rika van Bleijdenstein-Sternfeld (1856–1943)                                                                |
|            | HIER WOONDE IDA VAN BLEIJDENSTEIN- WIHL GEB. 1863 GEDEPORTEERD 8/9-4-1943 UIT VUGHT VERMOORD 14-6-1943 SOBIBOR                 | Gamerschestraat 29 Kaart (OSM)        | Ida van Bleijdenstein-Wihl (1863–1943)                                                                      |
|            | HIER ONDERGEDOKEN CATHARINA BONTE GEB. 1897 GEDEPORTEERD 1944 VERMOORD 6.9.1944 AUSCHWITZ                                      | Waterstraat 21 Kaart (OSM)            | Catharina Bonte (1897–1944)                                                                                 |
|            | HIER ONDERGEDOKEN JETTA BONTE GEB. 1888 GEDEPORTEERD 1944 VERMOORD 6.9.1944 AUSCHWITZ                                          | Waterstraat 21 Kaart (OSM)            | Jetta Bonte (1888–1944)                                                                                     |
|            | HIER WOONDE HINDA BRÜCKNER GEB. 1898 GEDEPORTEERD 19-11-1942 UIT WESTERBORK VERMOORD 27-11-1942 AUSCHWITZ                      | Boschstraat 65 Kaart (OSM)            | Hinda Brückner (1898–1942)                                                                                  |
|            | HIER WOONDE LEVIE VAN DIJK GEB. 1891 GEDEPORTEERD 19-11-1942 UIT WESTERBORK VERMOORD 4-4-1943 LUDWIGSDORF                      | Koningin Wilhelminaweg 44 Kaart (OSM) | Levie van Dijk (1891–1943)                                                                                  |
|            | HIER WOONDE JOSINA VAN DIJK-HES GEB. 1893 GEDEPORTEERD 19-11-1942 UIT WESTERBORK VERMOORD 27-11-1942 AUSCHWITZ                 | Koningin Wilhelminaweg 44 Kaart (OSM) | Josina van Dijk-Hes (1893–1942)                                                                             |
|            | HIER WOONDE ARIE ELBURG GEB. 1900 VERMOORD 19.4.1944 TJIMAHI/CIMAHI                                                            | Korte Steigerstraat 4 Kaart (OSM)     | Arie Elburg (1900–1944)                                                                                     |
|            | HIER WOONDE BERNARD VAN GICH GEB. 1906 ARRESTATIE TE COMPIÈGNE VERMOORD 13-4-1945 MARIËNBURG/BUCHENWALD                        | Gasthuisstraat 31 Kaart (OSM)         | Bernard van Gich (1906–1945)                                                                                |
|            | HIER WOONDE HARTOG ANDRIES GROENEWOUDT GEB. 1865 GEDEPORTEERD 19-11-1942 UIT WESTERBORK VERMOORD 27-11-1942 AUSCHWITZ          | Boschstraat 32 Kaart (OSM)            | Hartog Andries Groenewoudt (1865–1942) Zie ook de Stolperstein voor Hartog Andries Groenewoudt in Eindhoven |
|            | HIER WOONDE IZAAK HENDRIX GEB. 1894 GEDEPORTEERD 19-11-1942 UIT WESTERBORK VERMOORD 31-3-1944 BLECHHAMMER                      | Nonnenstraat 29 Kaart (OSM)           | Izaak Hendrix (1894–1944)                                                                                   |
|            | HIER WOONDE SIMON HENDRIX GEB. 1868 GEDEPORTEERD 8/9-4-1943 UIT VUGHT VERMOORD 21-5-1943 SOBIBOR                               | Boschstraat 65 Kaart (OSM)            | Simon Hendrix (1868–1943)                                                                                   |
|            | HIER WOONDE REBECCA HENDRIX- OPPENHEIMER GEB. 1869 GEDEPORTEERD 8/9-4-1943 UIT VUGHT VERMOORD 21-5-1943 SOBIBOR                | Boschstraat 65 Kaart (OSM)            | Rebecca Hendrix-Oppenheimer (1869–1943)                                                                     |
|            | HIER WOONDE HESTER HES GEB. 1925 GEDEPORTEERD 1942 WESTERBORK VERMOORD 27.11.1942 AUSCHWITZ                                    | Boschstraat 32 Kaart (OSM)            | Hester Hes (1925–1942)                                                                                      |
|            | HIER WOONDE HUGO HES GEB. 1896 GEDEPORTEERD 19-11-1942 UIT WESTERBORK VERMOORD 31-3-1944 BLECHHAMMER                           | Boschstraat 32 Kaart (OSM)            | Hugo Hes (1896–1944)                                                                                        |
|            | HIER WOONDE KAATJE HES GEB. 1928 GEDEPORTEERD 1942 WESTERBORK VERMOORD 27.11.1942 AUSCHWITZ                                    | Boschstraat 32 Kaart (OSM)            | Kaatje Hes (1928–1942)                                                                                      |
|            | HIER WOONDE SARA HES- GROENEWOUDT GEB. 1898 GEDEPORTEERD 19-11-1942 UIT WESTERBORK VERMOORD 27-11-1942 AUSCHWITZ               | Boschstraat 32 Kaart (OSM)            | Sara Hes-Groenewoudt (1898–1942)                                                                            |
|            | HIER WOONDE HESTER HES- VAN LEEUWEN GEB. 1868 GEDEPORTEERD 19-11-1942 UIT WESTERBORK VERMOORD 27-11-1942 AUSCHWITZ             | Waterstraat 6 Kaart (OSM)             | Hester Hes-van Leeuwen (1868–1942)                                                                          |
|            | HIER WOONDE EVA HIJMANS GEB. 1875 GEDEPORTEERD 19-11-1942 UIT WESTERBORK VERMOORD 27-11-1942 AUSCHWITZ                         | Ruiterstraat 15 Kaart (OSM)           | Eva Hijmans (1875–1942)                                                                                     |
|            | HIER WOONDE ROZETTA HIJMANS GEB. 1871 GEDEPORTEERD 19-11-1942 UIT WESTERBORK VERMOORD 27-11-1942 AUSCHWITZ                     | Ruiterstraat 15 Kaart (OSM)           | Rozetta Hijmans (1871–1942)                                                                                 |
|            | HIER WOONDE MAURITS SAMUËL DE JONG GEB. 1920 GEDEPORTEERD 8/9-4-1943 UIT VUGHT VERMOORD 16-7-1943 SOBIBOR                      | Minnebroederstraat 4 Kaart (OSM)      | Maurits Samuël de Jong (1920–1943)                                                                          |
|            | HIER WOONDE ANNIE ROZET DE JONG-WIJNMAN GEB. 1922 GEDEPORTEERD 8/9-4-1943 UIT VUGHT VERMOORD 16-7-1943 SOBIBOR                 | Minnebroederstraat 4 Kaart (OSM)      | Annie Rozet de Jong-Wijnman (1922–1943)                                                                     |
|            | HIER WOONDE BETTY JOOSTEN GEB. 1936 GEDEPORTEERD 1942 WESTERBORK VERMOORD 27.11.1942 AUSCHWITZ                                 | Boschstraat 39 Kaart (OSM)            | Betty Joosten (1936–1942)                                                                                   |
|            | HIER WOONDE HERMAN JOOSTEN GEB. 1909 GEDEPORTEERD 19-11-1942 UIT WESTERBORK VERMOORD 31-7-1943 MALAPANE                        | Boschstraat 39 Kaart (OSM)            | Herman Joosten (1909–1943)                                                                                  |
|            | HIER WOONDE LOUIS JOOSTEN GEB. 1901 GEDEPORTEERD 19-11-1942 UIT WESTERBORK VERMOORD 15-7-1943 MALAPANE                         | Boschstraat 39 Kaart (OSM)            | Louis Joosten (1901–1943)                                                                                   |
|            | HIER WOONDE MACHIEL MEIJER 'MAX' JOOSTEN GEB. 1932 GEDEPORTEERD 19-11-1942 UIT WESTERBORK VERMOORD 27-11-1942 AUSCHWITZ        | Boschstraat 39 Kaart (OSM)            | Machiel Meijer Joosten, ook Max (1932–1942)                                                                 |
|            | HIER WOONDE CRISJE JOOSTEN- BLOM GEB. 1899 GEDEPORTEERD 19-11-1942 UIT WESTERBORK VERMOORD 27-11-1942 AUSCHWITZ                | Boschstraat 39 Kaart (OSM)            | Crisje Joosten-Blom (1899–1942)                                                                             |
|            | HIER WOONDE EDITH KAHN GEB. 1924 GEDEPORTEERD 19-11-1942 UIT WESTERBORK VERMOORD 31-12-1942 AUSCHWITZ                          | Boschstraat 13 Kaart (OSM)            | Edith Kahn (1924–1942)                                                                                      |
|            | HIER WOONDE ILSE KAHN GEB. 1923 GEDEPORTEERD 19-11-1942 UIT WESTERBORK VERMOORD 28-2-1943 AUSCHWITZ                            | Boschstraat 13 Kaart (OSM)            | Ilse Kahn (1923–1943)                                                                                       |
|            | HIER WOONDE ANNA KAHN-HES GEB. 1894 GEDEPORTEERD 19-11-1942 UIT WESTERBORG VERMOORD 27-11-1942 AUSCHWITZ                       | Boschstraat 13 Kaart (OSM)            | Anna Kahn-Hes (1894–1942)                                                                                   |
|            | HIER WOONDE HENDRICUS ALARDUS VAN DE LAAK GEB. 1880 BOOD JODEN ONDERDAK BIJ RAZZIA OP HOTEL GOTTSCHALK DOODGESCHOTEN 8-7-1944  | Waterstraat 21 Kaart (OSM)            | Hendricus Alardus van de Laak (1880–1944)                                                                   |
|            | HIER WOONDE BETJE MARCUS GEB. 1873 GEDEPORTEERD 19-11-1942 UIT WESTERBORK VERMOORD 27-11-1942 AUSCHWITZ                        | Boschstraat 72 Kaart (OSM)            | Betje Marcus (1873–1942)                                                                                    |
|            | HIER WOONDE IZAK MARCUS GEB. 1871 GEDEPORTEERD 19-11-1942 UIT WESTERBORK VERMOORD 27-11-1942 AUSCHWITZ                         | Boschstraat 72 Kaart (OSM)            | Izak Marcus (1871–1942)                                                                                     |
|            | HIER WOONDE GUSTAV ISRAËL MEYER GEB. 1880 GEDEPORTEERD 19-11-1942 UIT WESTERBORK VERMOORD 7-12-1942 AUSCHWITZ                  | Gamerschestraat 29 Kaart (OSM)        | Gustav Israël Meyer (1880–1942)                                                                             |
|            | HIER WOONDE JOHANNA SARA MEYER- VAN BLIJDENSTEIN GEB. 1899 GEDEPORTEERD 19-11-1942 UIT WESTERBORK VERMOORD 7-12-1942 AUSCHWITZ | Gamerschestraat 29 Kaart (OSM)        | Johanna Sara Meyer-van Blijdenstein (1899–1942)                                                             |
|            | HIER WOONDE ILSE ROSE GEB. 1926 VERMOORD 31.3.1942 GETTO WARSCHAU                                                              | Waterstraat 28 Kaart (OSM)            | Ilse Rose (1926–1942)                                                                                       |
|            | HIER WOONDE ROOSJE VAN STRAATEN GEB. 1862 GEINTERNEERD 8/9-4-1943 VERMOORD 27-4-1943 WESTERBORK                                | Boschstraat 13 Kaart (OSM)            | Roosje van Straaten (1862–1943)                                                                             |
|            | HIER WOONDE IZAK MOZES VAN STRATEN GEB. 1906 GEDEPORTEERD 19-11-1942 UIT WESTERBORK VERMOORD 31-5-1944 BLECHHAMMER             | Boschstraat 91 Kaart (OSM)            | Izak Mozes van Straten (1906–1944)                                                                          |
|            | HIER WOONDE JACOB ADOLF VAN STRATEN GEB. 1927 GEDEPORTEERD 8/9-4-1943 UIT VUGHT VERMOORD 28-5-1943 SOBIBOR                     | Gamerschestraat 13 Kaart (OSM)        | Jacob Adolf van Straten (1927–1943)                                                                         |
|            | HIER WOONDE MICHIEL VAN STRATEN GEB. 1928 GEDEPORTEERD 8/9-4-1943 UIT VUGHT VERMOORD 28-5-1943 SOBIBOR                         | Gamerschestraat 13 Kaart (OSM)        | Michiel van Straten (1928–1943)                                                                             |
|            | HIER WOONDE MOZES VAN STRATEN GEB. 1889 GEDEPORTEERD 8/9-4-1943 UIT VUGHT VERMOORD 28-5-1943 SOBIBOR                           | Gamerschestraat 13 Kaart (OSM)        | Mozes van Straten (1889–1943)                                                                               |
|            | HIER WOONDE SIENTJE VAN STRATEN-FRANK GEB. 1871 GEDEPORTEERD 19-11-1942 UIT WESTERBORK VERMOORD 27-11-1942 AUSCHWITZ           | Nonnenstraat 27 Kaart (OSM)           | Sientje van Straten-Frank (1871–1942)                                                                       |
|            | HIER WOONDE AMALIA VAN STRATEN-KAHN GEB. 1894 GEDEPORTEERD 8/9-4-1943 UIT VUGHT VERMOORD 28-5-1943 SOBIBOR                     | Gamerschestraat 13 Kaart (OSM)        | Amalia van Straten-Kahn (1894–1943)                                                                         |
|            | HIER WOONDE ELISABETH VAN STRATEN- LEEFSMA GEB. 1905 GEDEPORTEERD 19-11-1942 UIT WESTERBORK VERMOORD 27-11-1942 AUSCHWITZ      | Boschstraat 91 Kaart (OSM)            | Elisabeth van Straten-Leefsma (1905–1942)                                                                   |
|            | HIER WOONDE EMANUEL JACOB DE VRIES GEB. 1882 GEDEPORTEERD 19-11-1942 UIT WESTERBORK VERMOORD 27-11-1942 AUSCHWITZ              | Gamerschestraat 27 Kaart (OSM)        | Emanuel Jacob de Vries (1882–1942)                                                                          |
|            | HIER WOONDE FRANCINA HENRICA DE VRIES GEB. 1926 GEDEPORTEERD 1942 WESTERBORK VERMOORD 27-11-1942 AUSCHWITZ                     | Gamerschestraat 27 Kaart (OSM)        | Francina Henrica de Vries (1926–1942)                                                                       |
|            | HIER WOONDE MATHILDA DE VRIES- VAN STRATEN GEB. 1894 GEDEPORTEERD 19-11-1942 UIT WESTERBORK VERMOORD 27-11-1942 AUSCHWITZ      | Gamerschestraat 27 Kaart (OSM)        | Mathilda de Vries-van Straten (1894–1942)                                                                   |
|            | HIER WOONDE MIETJE 'MARY' WOLF GEB. 1925 ONDERDUIKSTER BIJ RAZZIA OP HOTEL GOTTSCHALK DOODGESCHOTEN 8-7-1944                   | Waterstraat 21 Kaart (OSM)            | Mietje Wolf ook Mary (1925–1944)                                                                            |

## Data van plaatsingen
- 24 augustus 2012: zeventien Stolpersteine op Boschstraat 32 & 65, Gamerschestraat 13, Minnebroederstraat 4, Waterstraat 6 & 21[51]
- Najaar van 2012 en voorjaar van 2013: 31 Stolpersteine
- 21 juni 2022: twee Stolpersteine op Koningin Wilhelminaweg 44[52]